# Kreis Steinburg
Kreis Steinburg är ett distrikt (Landkreis) i västra delen av det tyska förbundslandet Schleswig-Holstein.

## Administrativ indelning

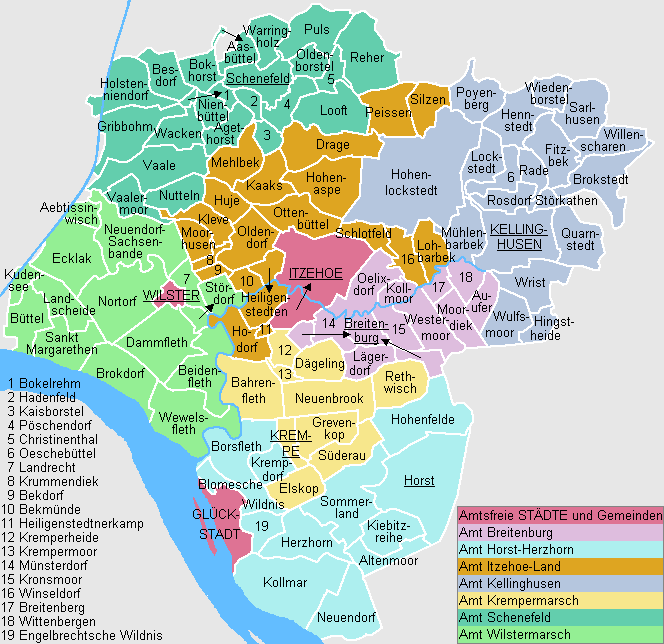

I förvaltningsrättslig mening finns i modern tid ingen skillnad mellan begreppet Stadt (stad) gentemot Gemeinde (kommun). 

### Amtsfria städer och kommuner
| - Glückstadt (stad) | - Itzehoe (stad) | - Wilster (stad) |  |

### Amt i Kreis Steinburg
| - Amt Breitenburg - Amt Horst-Herzhorn | - Amt Itzehoe-Land - Amt Kellinghusen | - Amt Krempermarsch - Amt Schenefeld | - Amt Wilstermarsch |